# Armañanzas
Armañanzas ist ein nordspanisches Dorf und eine Gemeinde (municipio) mit 53 Einwohnern (Stand: 2024) im Süden der Autonomen Gemeinschaft Navarra.

## Lage und Klima
Armañanzas liegt gut 48 km (Fahrtstrecke) westsüdwestlich von Pamplona bzw. ca. zwölf Kilometer nordöstlich von Logroño in einer Höhe von ca. 490 m am Linares. Das Klima ist gemäßigt bis warm; Regen (604 mm/Jahr) fällt überwiegend im Winterhalbjahr.

## Bevölkerungsentwicklung
| Jahr      | 1970 | 1981 | 1991 | 2001 | 2011 | 2021 |
| Einwohner | 221  | 139  | 109  | 88   | 62   | 47   |

## Sehenswürdigkeiten
- Marienkirche